# 정재은 (배우)
정재은(1969년 6월 3일 ~ )은 대한민국의 배우이다.

## 생애
1987년 연극배우 첫 데뷔하였고 1989년 KBS 13기 공채 탤런트로 정식 데뷔하였다.

## 학력
- 동국대학교 연극영화과

## 출연 작품

### 드라마
- MBC 《베스트극장》 (1993년)
- EBS《언제나 푸른 마음》 유병희 이모 역 (1994년 ~ 1996년)
- EBS《감성세대》 수학교사 역 (1996년 ~ 1998년)
- SBS 《70분 드라마 - 라스트 카니발》 난주 역 (1997년)
- SBS《일지매》 심덕 역 (2008년)
- KBS 《KBS 드라마 스페셜 연작 시리즈 - SOS》 정미원 역 (2012년)
- KBS 《중학생 A양》 황선미 역 (2014년)
- KBS 《후아유 - 학교 2015》 소영 모 역 (2015년) (특별출연)
- SBS 《아임 쏘리 강남구》 민 여사 역 (2016년)
- tvN 《화유기》 민여사 역 (2017년)
- KBS 《러블리 호러블리》 을순의 어머니 역 (2018년)
- OCN 《킬잇》 정소연 역  (2019년)
- tvN 《해피니스》 (2021년)

### 영화
- 《늦은 여름》 (1999년,단편)
- 《바람 이야기》 (2002년,단편)
- 《도미노 가족》 (2003년,단편)
- 《1호선... 사람들...》 (2006년,단편)
- 《비열한 거리》 (2006년)
- 《길》 (2006년)
- 《아버지 어금니 꽉 깨무세요》 (2006년,단편)
- 《모나코 그늘 속의 28 °C》 (2006년,단편)
- 《바다》 (2011년)

### 연극
- 《썸걸즈》(2010)
- 《연극열전 - 너와 함께라면》(2010)
- 《너와 함께라면》 - 부평(2011)
- 《푸르른 날에》(2011)
- 《쿠킹 위드 앨비스》(2011)
- 《푸르른 날에》(2012)
- 《죽은 남자의 핸드폰》(2012)
- 《그와 그녀의 목요일》(2012)
- 《그와 그녀의 목요일》 - 대구(2013)
- 《그와 그녀의 목요일》 - 화성(2013)
- 《그와 그녀의 목요일》 - 부산(2013)
- 《그와 그녀의 목요일》 - 창원(2013)
- 《그와 그녀의 목요일》(2013)
- 《그와 그녀의 목요일》 - 안산(2013)
- 《푸르른 날에》(2013)
- 《그와 그녀의 목요일》 - 제주(2013)
- 《그와 그녀의 목요일》 - 성남(2013)
- 《그와 그녀의 목요일》 - 동해(2013)
- 《그와 그녀의 목요일》 - 안양(2013)
- 《그와 그녀의 목요일》 - 이천(2013)
- 《바냐 아저씨》(2013)
- 《그와 그녀의 목요일》(2013)
- 《그와 그녀의 목요일》(2014)
- 《푸르른 날에》(2014)
- 《그와 그녀의 목요일》 - 김포(2014)
- 《사회의 기둥들》(2014) 김광포 연출
- 《푸르른 날에》(2015)